# Пинчино
Пинчино — посёлок в Уярском районе Красноярского края в составе Рощинского сельсовета.

## География
Находится в западной части района примерно на расстоянии 28 километров по прямой на запад-северо-запад от районного центра города Уяр.

## Климат
Климат резко континентальный. Среднемесячная температура воздуха июля составляет +19 °C, а самого холодного месяца — января −16 °C. Средняя продолжительность безморозного периода — 120 дней, с температурой +10 °C — 114 дней, средняя дата последнего заморозка — весной 22 июня, первого, осенью — 20 сентября. Продолжительность безморозного периода 95-116 дней. Годовая сумма осадков составляет до 430—680 см, причём большая часть их выпадает в тёплый период года.

## Население
Постоянное население составляло 27 человек в 2010 году.